# Rototom Sunsplash

Logo des Festival 2006

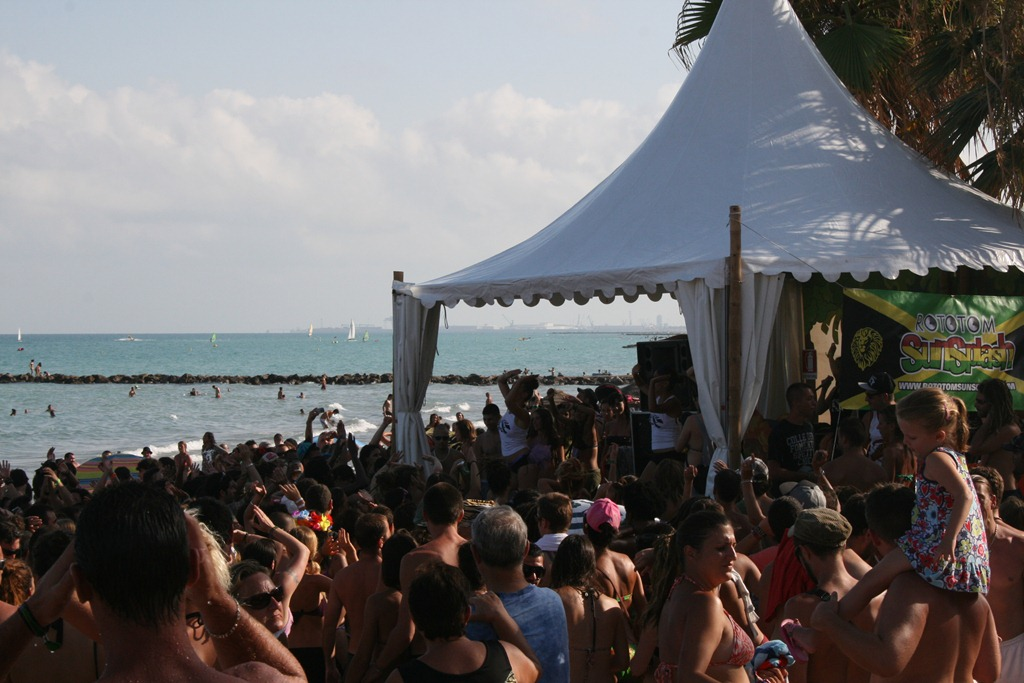
Foto vom „Sunbeach“

Das Rototom Sunsplash ist ein europäisches Reggae-Festival. Es findet jährlich Anfang Juli (bis 2009) bzw. Mitte August (seit 2010) statt und dauert in der Regel sieben bis zehn Tage. Bis 2009 wurde es im Parco del Rivellino bei Osoppo in der italienischen Region Friaul-Julisch Venetien veranstaltet, seit 2010 hat es seine Heimat im spanischen Benicàssim.

## Geschichte
Zum ersten Mal 1994 veranstaltet, spielen auf dem Festival mittlerweile etwa 100 Künstler, bekannte internationale Größen des Reggae ebenso wie Newcomer-Bands und Soundsystems. Musikalische Alternativen bieten Free und Roots Yards, eine „Original Ska & Rocksteady“-Area, die Dubstation und ein Dubplate-Studio. Die Besucherzahlen entwickelten sich von 130.000 im Jahr 2005 auf 230.000 im Jahr 2011, sodass es inzwischen als weltweit größtes Reggae-Festival gilt.
Das Festival ist nach dem Vorbild des jamaikanischen Reggae Sunsplash benannt und dauert demzufolge ebenfalls jede Nacht bis zum Morgengrauen. Rototom spielt auf den charakteristischen Klang der Toms an, die auf vielen Reggae-Aufnahmen zu hören waren, als das Festival aus der Taufe gehoben wurde und zunächst nur ein paar hundert Reggae-Freunde anzog.
Es versteht sich als politisches Festival und als pro-palästinensisch.

## Kritik
Die Berliner Zeitung kritisierte, dass das Festival abseits des Musikprogramms ein zum Teil fragwürdiges Kulturprogramm mit einer „krude[n] Mischung aus Afrika-Begeisterung, Antiimperialismus und Esoterik“ biete. So sei im Rahmen des „Sozialforums“ beispielsweise eine Diskussion über die Gefährdung der Menschheit durch Chemtrails gelistet. Die Jungle World kritisierte im Kontext der Kontroverse um die Ausladung des Sängers Matisyahu darüber hinaus, dass „auf dem großen Fest für die Menschenrechte“ die homophoben Texte inklusive Mordaufrufen von Capleton niemandem deplatziert erschienen.

### Kontroverse 2015 um Matisyahu
Im August 2015 stand das Festival wegen einer im Zusammenhang mit der internationalen anti-israelischen Kampagne Boycott, Divestment and Sanctions (BDS) erfolgten Absage eines Auftritts des jüdisch-amerikanischen Reggae-/Hip-Hop-Musikers Matisyahu international in der Kritik. Auf Druck der lokalen BDS-Gruppe, die mit einem Boykott des Festivals drohte und dafür ein paar Musiker gewinnen konnte, sollte Matisyahu eine pro-palästinensische Erklärung abgeben und wurde nach seiner Weigerung ausgeladen. Von anderen Musikern wurde keine derartige Erklärung eingefordert. Der Präsident des Jüdischen Weltkongresses, Ronald S. Lauder, bezeichnete die Absage als „einen klaren Fall von Antisemitismus“. Die spanische Tageszeitung El País nannte den Vorgang auf Seite eins einen „gravierende[n] Akt politischer und religiöser Diskriminierung“. Matisyahu schrieb, es sei entsetzlich und übergriffig, dass man versucht habe, ihn zu einem politischen Statement zu zwingen. Sein Ziel sei es, „Musik für alle zu machen – egal welcher Rasse, Glaubensrichtung, egal aus welchem Land, welchem kulturellen Hintergrund.“ Nach massiver Kritik baten die Veranstalter ihn schließlich um Entschuldigung und erneuerten die Einladung, woraufhin vereinzelt Künstler und politische Gruppen ihre Teilnahme absagten. Das Konzert fand schließlich wie ursprünglich geplant statt.